# Космос (сімейство ракет-носіїв)
Космос — сімейство двоступеневих одноразових ракет-носіїв космічного призначення легкого класу, призначених для виведення космічних апаратів на еліптичні і кругові навколоземні орбіти висотою до 1700 км з нахилами площини орбіти 66°, 74° і 83°. Маса корисного навантаження до 1500 кг.

## Історія створення
Ракети-носії «Космос» стали створюватися під керівництвом М. К. Янгеля на початку шістдесятих років в Особливому конструкторському бюро № 586 (нині — ДКБ «Південне», м. Дніпро) на базі одноступеневих балістичних ракет середньої дальності Р-12У, а пізніше, Р-14У. З листопада 1962 р., ще до закінчення процесу створення і доробки, конструкторські розробки і виробництво були передані в ОКБ-10: завершення розробки і перші пуски здійснювались під керівництвом М. Ф. Решетньова за участю фахівців ОКБ № 586 (у тому числі шляхом їхнього переведення на роботу з Дніпра до Красноярська-26). Перший старт був здійснений в серпні 1964 року. У 1970 р. модель була передана для серійного виробництва і подальшого конструкторського супроводу у виробниче об'єднання «Політ» (м. Омськ).

## Ракети-носії сімейства
Всього було розроблено 8 варіантів ракет сімейства «Космос». Вона поділяються на дві основні групи — створені на базі балістичних ракет Р-12 У і створені на базі Р-14 У:
- 63С1  — ракета-носій у складалася з балістичної ракети середньої дальності  Р-12У та встановленого на неї другого ступеня;

* «Космос» (або Космос-2) 11К63  — ракета-носій, модернізована на базі 63С1.
- 65С3  — ракета носій складалася з балістичної ракети середньої дальності  Р-14У і встановленого на неї другого ступеня,

* «Космос-3» 11К65  — ракета-носій на базі 65С3 з модернізованими двигунами першого та другого ступенів.
* «Космос-3М» 11К65М  — ракета-носій на базі 65С3 зі зміненим другим ступенем, режимними двигунами і вдосконаленою системою управління.
*К65М-Р — створений на базі 11К65М варіант  суборбітальній ракети для випробування різних систем в інтересах РВСП.
*К65М-РБ — створений на базі 11К65М, варіант ракети-носія створений для орбітальних і суборбітальних запусків апаратів «Бор-4» і «Бор-5».
* «Вертикаль» К65УП  — створений на базі першої ступені 11К65М і одноступінчатого варіанту  геофізичної ракети, що використовувалася для запуску висотних космічних зондів у рамках міжнародного співробітництва.

## Статистика пусків
| Назва РН         | Космос         | Космос         | Космос-2       | Космос-3          | Космос-3М      | немає            | немає            | Вертикаль      |
| ---------------- | -------------- | -------------- | -------------- | ----------------- | -------------- | ---------------- | ---------------- | -------------- |
| Індекс ГРАУ      | 63С1           | 65С3           | 11К63          | 11К65             | 11К65М         | К65М-Р           | К65М-РБ          | К65УП          |
| Пуски            | 37             | 8              | 128            | 6                 | 425            | 341 (суборб.)    | 10 (6 суборб.)   | 25 (суборб.)   |
| Успішні          | 25             | 7              | 118            | 4                 | 398            | немає відомостей | 4 орбітальних    | 23             |
| Аварійні         | 12             | 1              | 10             | 2                 | 19             | немає відомостей | немає відомостей | 2              |
| Частково успішні |                |                |                |                   | 8              |                  |                  |                |
| Перший політ     | 27 жовтня 1961 | 18 серпня 1964 | 24 травня 1966 | 16 листопада 1966 | 15 травня 1967 | 1 січня 1973     | 5 грудня 1980    | 17 серпня 1973 |
| Останній політ   | 19 грудня 1967 | 28 грудня 1965 | 18 червня 1977 | 27 серпня 1968    | експлуатується | експлуатується   | 21 червня 1988   | 20 жовтня 1983 |

## Запущені апарати
| - 1МС - 2МС - AlSat-1 - Beijing-1 - Ncube - Sinah 1 - SSETI Express - TopSat - UWE-1 - XI—V | - АУОС-З-И-ИК - АУОС-З-М-ИК - АУОС-З-Р-О - АУОС-З-Р-П-ИК - АУОС-З-Р-Э-ИК - АУОС-З-Т-ИК - Гонец-М - ДС-1 - ДС-2 - ДС-А1 | - ДС-К8 - ДС-МГ - ДС-МО - ДС-МТ - ДС-П1 - ДС-П1-И - ДС-П1-М (Тюльпан) - ДС-П1-Ю - ДС-У1-А - ДС-У1-Г | - ДС-У1-ИК-1 - ДС-У1-ИК-2 - ДС-У1-Р - ДС-У1-Я - ДС-У2-В - ДС-У2-ГК - ДС-У2-ГКА (Ореол) - ДС-У2-ГФ - ДС-У2-Д - ДС-У2-И | - ДС-У2-ИК-1 - ДС-У2-ИК-2 - ДС-У2-ИК-3 - ДС-У2-ИК-4 - ДС-У2-ИК-5 - ДС-У2-ИК-6 - ДС-У2-ИК-8 - ДС-У2-ИП - ДС-У2-К - ДС-У2-М | - ДС-У2-МГ - ДС-У2-МП - ДС-У2-МТ - ДС-У3-ИК-1 - ДС-У3-ИК-2 - ДС-У3-ИК-3 - ДС-У3-ИК-4 - ДС-У3-ИК-5 - ДС-У3-С - Дуга-К | - Можаец - Можаец-5 - Надежда - Омега-1 |